# Eragrostis secundiflora
Eragrostis secundiflora är en gräsart som beskrevs av Jan Svatopluk Presl. Eragrostis secundiflora ingår i släktet kärleksgrässläktet, och familjen gräs. Inga underarter finns listade i Catalogue of Life.